# Syzygiella riclefii
Syzygiella riclefii là một loài Rêu trong họ Jungermanniaceae. Loài này được Pocs mô tả khoa học đầu tiên năm 2005.